# 小川秀俊

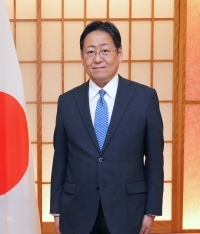
外務省より公表された公式肖像画像

小川 秀俊（おがわ ひでとし、1967年〈昭和42年〉7月19日 - ）は、東京都出身の日本の外交官。
在ベルギー大使館公使などを経て、2023年11月から駐コンゴ民主共和国大使を務める。

## 略歴
- 1991年3月　東京大学法学部第三類卒業
- 1991年4月　外務省入省
- 2008年1月　在フランス日本国大使館 参事官
- 2012年1月　在インドネシア日本国大使館 参事官
- 2014年4月　領事局外国人課長
- 2016年7月　大臣官房情報通信課長
- 2018年8月　内閣官房内閣サイバーセキュリティセンター 内閣参事官
- 2020年7月　在ベルギー日本国大使館 兼 北大西洋条約機構日本政府代表部 公使
- 2023年11月　コンゴ民主共和国駐箚 特命全権大使
- 2024年6月　兼コンゴ共和国駐箚 特命全権大使[2]

## 同期
- 有馬裕（23年北米局長・22年南部アジア部長・21年大臣官房審議官（大使））
- 石月英雄（24年国際協力局長）
- 内田浩行（22年ストラスブール総領事）
- 大鶴哲也（22年内閣総理大臣秘書官）
- 北川克郎（24年欧州局長）
- 河邉賢裕（23年総合外交政策局長・22年北米局長・21年在米国大使館公使）
- 島田丈裕（24年在米国大使館公使・22年儀典長・21年大臣官房総括担当審議官兼公文書監理官）
- 髙橋良明（24年バンクーバー総領事）
- 橋場健（23年スポーツ庁審議官・21年リオデジャネイロ総領事）
- 松永健（23年トロント総領事）
- 御巫智洋（24年次席国連大使・22年国際法局長）
- 實生泰介（22年大臣官房審議官（アジア大洋州局、アジア大洋州局南部アジア部担当担当））
- 毛利忠敦（24年ウラジオストク総領事）